# Eucalyptus cloeziana
Eucalyptus cloeziana är en myrtenväxtart som beskrevs av Ferdinand von Mueller. Eucalyptus cloeziana ingår i släktet Eucalyptus och familjen myrtenväxter. Inga underarter finns listade i Catalogue of Life.

## Bildgalleri

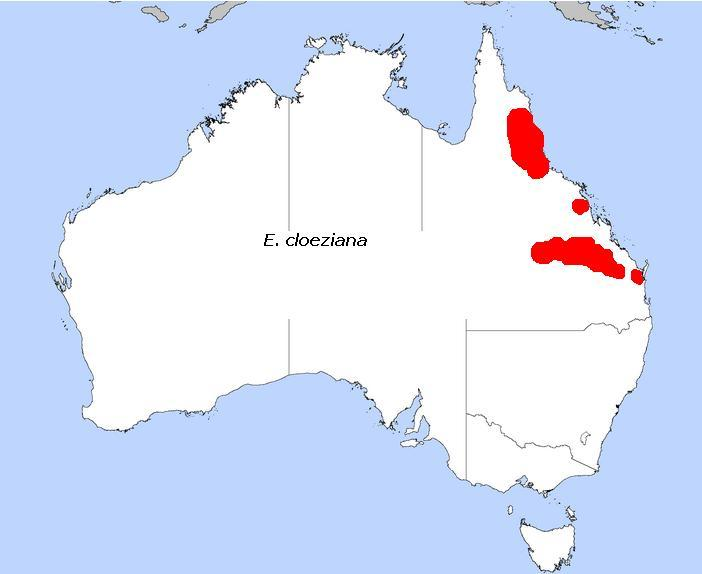
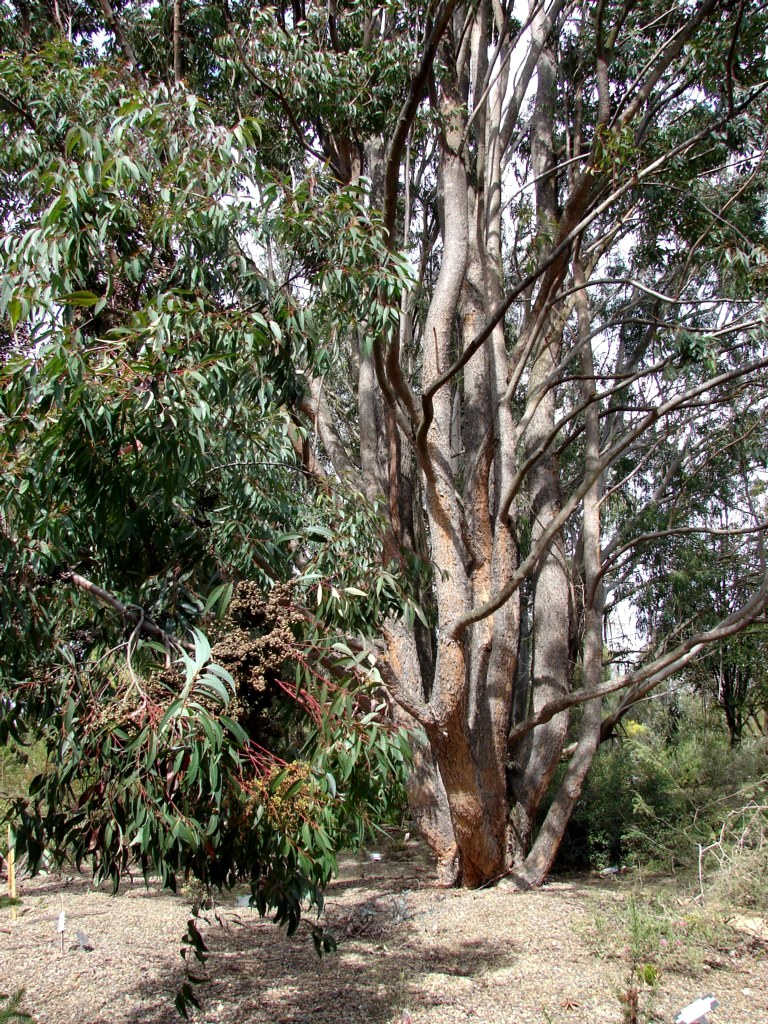
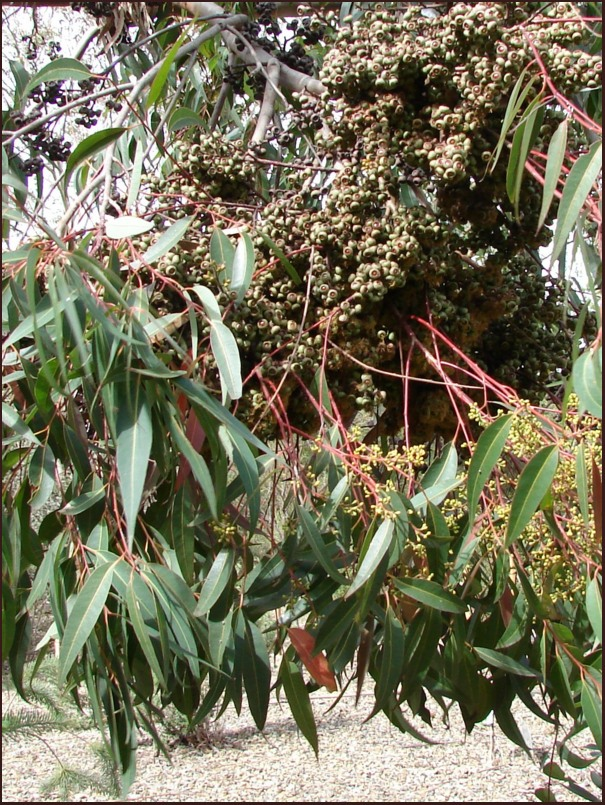
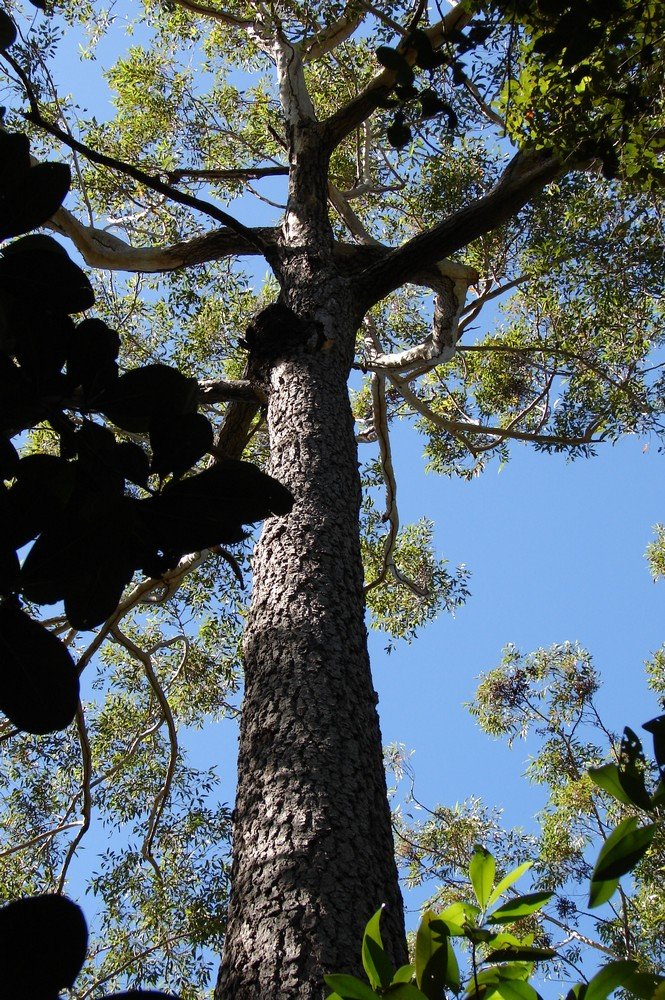
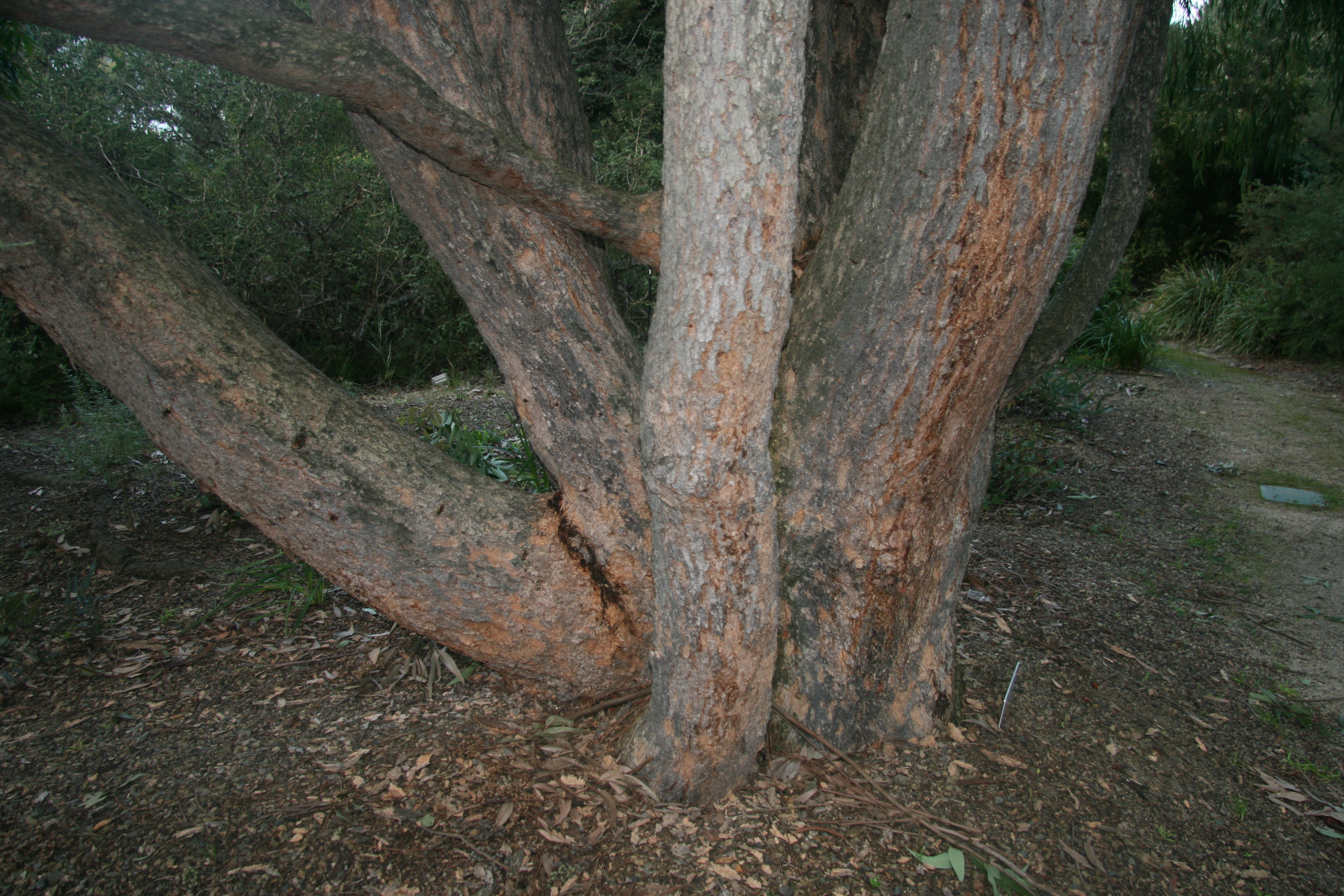